# Zach McGowan
Pour les articles homonymes, voir McGowan.
Zachary Brendan McGowan est un acteur américain né le 5 mai 1981 à New York (État de New York).

## Biographie

### Jeunesse
Zach McGowan est né à New York City, de Vincent et Brenda McGowan. Ses frères aînés sont Doug et Matt McGowan. Bien qu'ils aient vécu à New York la plupart de leur vie, les McGowans ont beaucoup voyagé en raison de l'emploi de Brenda chez United Airlines.
Avant d'aller au Collège Carleton, McGowan a fréquenté l'École Ethical Culture Fieldston de la maternelle à la dernière année de lycée, où il était le capitaine des équipes de football et de hockey-sur-glace et membre des sociétés de théâtre.

### Carrière
Zach McGowan a notamment joué dans les séries télévisées Shameless et Black Sails ainsi que dans Numbers.
En août 2016, il rejoint la série télévisée à succès Les 100, dans le rôle du roi Roan d'Azgeda en tant que personnage récurrent la troisième saison puis principal lors de la quatrième saison,.
En mars 2018, il rejoint la distribution de L.A.'s Finest, le spin-off de la série de films Bad Boys dans le rôle de Ray Sherman avec Jessica Alba et Gabrielle Union dans les rôles principaux. La série sera disponible le 13 mai 2019 sur la plateforme américaine de vidéos à la demande Spectrum.

### Vie privée
McGowan a épousé l'actrice et productrice Emily Johnson le 27 septembre 2008 dans les montagnes de Santa Barbara. Ils ont eu ensemble quatre enfants ; deux filles, Elsie et Nelly McGowan, et deux jumeaux (une fille et un garçon), nés le 20 octobre 2019, Josie et Vinny McGowan.

## Filmographie

### Au cinéma
- 2009 : Terminator Renaissance : pilote sur l’Osprey
- 2014 : Snapshot : Thomas Grady
- 2014 : Friended to Death : Joel
- 2014 : Dracula Untold : Shkelgim
- 2016 : Imperfections : Ray
- 2018 : Death Race: Anarchy (Death Race: Beyond Anarchy) : Connor Gibson
- 2018 : Le Roi Scorpion : Le Livre des âmes : Mathayus
- 2019 : Robert the Bruce de Richard Gray
- 2022 : Murder at Yellowstone City de Richard Gray

### À la télévision
- 2008 : Numbers : Keith Jackson (saison 5, épisode 1)
- 2008 : Les Experts : Miami : Kurt Greenfield (saison 7, épisode 6)
- 2011 : Body of Proof : Vincent Stone (saison 1, épisode 3)
- 2012 à 2013 : Shameless : Jody Silverman (24 épisodes)
- 2014 à 2016 : Black Sails : capitaine Charles Vane (28 épisodes)
- 2015 : New York, unité spéciale (saison 17, épisode 6) : Anton Krasnikov
- 2016-2017- 2020 : Les 100 : Prince Roan d'Azgeda puis Roi d'Azgeda (récurrent saison 3, principal saison 4, invité saison 7) (16 épisodes)
- 2016 : UnREAL : Brock  (saison 2, épisode 6)
- 2016 : MacGyver (série télévisée): Roman (saison 4)
- 2017 :  Marvel : Les Agents du SHIELD : Le Supérieur/Anton Ivanov (Saison 4, épisodes 12-15, 19 et 21-22, Saison 5, épisode 14)
- 2017 : L'arme fatale: Cody Lewis (saison 2, épisode 7)
- 2017-2018 : Damnation : Tennyson
- 2019 : L.A.'s Finest : Ray Sherman
- 2019 : The Walking Dead : Justin (saison 9 épisode 1, 2, 3)
- 2022 : Blood & Treasure : Andrei Levchenko (saison 2 épisode 3, 4)

## Voix françaises
En France
| - Boris Rehlinger dans : - Black Sails (série télévisée) - UnREAL (série télévisée) - Marvel : Les Agents du SHIELD (série télévisée) - Death Race: Anarchy - The Scorpion King: Book of Souls - The Walking Dead (série télévisée) - Los Angeles : Bad Girls (série télévisée) - MacGyver (série télévisée) | - Jérémie Covillault dans (les séries télévisées) : - Les 100 - Damnation Et aussi - Fabrice Fara dans Shameless (série télévisée) - Serge Thiriet dans Body of Proof (série télévisée) - Arnaud Bedouët dans Dracula Untold - Eilias Changuel dans New York, unité spéciale (série télévisée) - Jérôme Pauwels dans Murder at Yellowstone City - Vincent Bonnasseau dans The Rookie: Feds (série télévisée) |